# Композиція (літературознавство)
Композиція — побудова твору, доцільне поєднання всіх його компонентів у художньо-естетичну цілісність, зумовлену логікою зображеного, представленого читачеві світу, світоглядною позицією, естетичним ідеалом, задумом письменника, каноном, нормами обраного жанру, орієнтацією на адресата.
Композиція виражає взаємини, взаємозв'язок, взаємодію персонажів, сцен, епізодів зображених подій, розділів твору; способів зображення і компонування художнього світу (розповідь, оповідь, опис, портрет, пейзаж, інтер'єр, монолог, діалог, полілог, репліка, ремарка) і кутів зору суб'єктів художнього твору (автора, розповідача, оповідача, персонажів).Композиція має епілог, зав'язку, розвиток подій, розв'язку і підсумок.

## Значення композиції
Композиція «дисциплінує» процес реалізації творчого задуму письменника, забезпечує відповідність задумові всіх рівнів структури художнього твору, сугерує і динамізує читацьке сприйняття. Цю генеральну функцію композиції здійснює на тематично-проблемному, сюжетно-фабульному і мовленнєво-мовному рівнях твору, кожен з яких є проявом активності художніх суб'єктів — персонажів, дійових осіб, ліричних героїв, оповідачів, автора, адже тема вказує на коло зображених, представлених життєвих явищ, подій, які немислимі поза людиною.
У художньому творі повинно бути стільки персонажів, епізодів, сцен, скільки необхідно для розкриття змісту. А. Чехов радив молодим письменникам писати так, щоб читач без пояснень автора — з розмов, дій, вчинків персонажів міг зрозуміти, що відбувається.

## Основні елементи композиції
- Форма (зовнішній елемент)
- Зміст (внутрішній елемент)

Сюжет і фабула характеризують динамічну сторону цих подій, їх розвиток через діяльність людей, наділених характерами, які, у свою чергу, формуються і виявляються в обставинах (пейзажі, інтер'єрі), а вчинки персонажів, дійових осіб, оповідачів зумовлюються внутрішніми мотивами (архетипами, потягами, уявленнями, думками, переконаннями, ідеалами), і все це разом передається мовленням суб'єктів художнього твору засобами мови, якою творить письменник. Глибинна сутність тих суб'єктів і результатів їх діяльності в духовній і матеріально-подієвих сферах (заразом і смислу художнього твору) виражається сукупністю, поєднанням, компонуванням мовних висловлювань та способів їх подачі у тексті твору (одне думалося, друге в конкретній ситуації мовилося, третє написалося, а четверте читачем сприйнялося). Тому аналіз композиції літературно-художнього твору опосередковується інтерпретацією його тексту, є шляхом до інтерпретації смислу цілісного твору, осягнення задуму письменника.
У цьому процесі всі компоненти твору виявляють свої численні функції:
- характеротвірну (якщо беруться стосовно характеру постаті),
- сюжетну (якщо розглядаються крізь призму розвитку сюжету),
- ритмо-твірну,
- стилетвірну,
- композиційну
- «ідейно-художню» чи «художньо-естетичну».

Відсутність структурального (багаторівневого) і функціонального підходів до аналізу твору у традиційній практиці вивчення літератури призводить до сплутування сюжету і композиції твору, а вивчення композиції обмежується виділенням компонентів сюжету (експозиція, зав'язка, розвиток дії, кульмінація, ретардація, розв'язка).

## Індивідуальність композиції твору
Композиція завершеного художнього твору — наслідок творчого компонування як основного механізму створення художнього світу, який певним чином корелює з дійсним світом (по-своєму в натуралізмі, реалізмі, романтизмі, символізмі тощо). Композиція кожного твору індивідуальна, її типові особливості треба подавати з урахуванням своєрідності літературних напрямів, стильових течій, жанрових пластів. Теоретично в загальних рисах окреслюються певні спільні підходи до розуміння функцій композиції у творах літератури. На тематичному рівні композиція з хаосу, плину подієвого матеріалу вибирає, розташовує окремі епізоди, відводить їм певне місце, чергує реальне з уявним, фантастичним. Просторово-часова послідовність завдяки компонуванню набирає принципового значення, будується або тільки згідно з причинно-наслідковими залежностями, або враховує авторське бачення (чи його сваволю).
Відтак постає питання про персонажів, їх кількість, порядок і способи введення у твір, роль в описаних подіях, групування у конфліктах, взаємини між персонажами, їхню типовість (винятковість), ставлення до прототипів. Все це становить вагомий пласт у композиції епічних і драматичних творів. З погляду композиції цілісного художнього твору важливим є те, як і чому автор добирає саме такі типи, а не інші, у якому співвідношенні вони перебувають, як вступають у конфлікт (драма) чи живуть у гармонійній злагоді (ідилія) тощо. Для розуміння своєрідності композиції твору важливо зауважити композиційну домінанту, яку складає або центральна постать, або головний конфлікт, або місце дії, до яких прямо чи опосередковано мають певне відношення всі інші компоненти композиції.
У мережі цих відношень виявляється композиційно-інтегральна роль наскрізних повторів, зіставлень, протиставлень, через які реалізується динаміка художнього образу цілісного твору і образів-персонажів: кожен з образів виникає поступово в процесі читання тексту і перебудовується під впливом сприйняття наступних компонентів композиції твору (див.: Антиципація; Літературно-художній образ).

## Стиль художнього твору
Компонування тематично-суб'єктного пласта художнього твору визначає його стильову особливість. Стиль на рівні зовнішньої форми твору виконує таку ж роль, що композиція на тематично-подієвому. Форми мовленнєвого вираження, мовні засоби (лексико-синтаксичні конструкції, фонетико-фонологічні особливості) впорядковуються, набувають через їх розміщення (оказіональність) єдиноможливого значення, виконують у контексті твору естетичну функцію.
Стиль художнього твору — художня закономірність, доцільне поєднання мовно-стильових ресурсів, якими письменник скористався відповідно до власного задуму. Індивідуальний стиль кожного письменника має свою композицію. Виходячи з розуміння художнього твору як багаторівневої структури (зі своїм змістом і формою), говорять про стилетвірні чинники (тема, проблема, світовідчуття митця, жанровий канон) і носіїв стилю, якими є елементи зовнішньої форми твору.
Характеристика стильових чинників і носіїв стилю дається через поняття «композиція». У такому разі постає питання про співвідношення понять композиції і стилю твору. Різниця між ними не стільки компонентна, скільки функціональна: композиція характеризує компонентний склад і внутрішній каркас твору в єдності більших і менших конструкцій (для їх розмежування маємо терміни «композиція» та «архітектоніка»), а стиль передає їх ансамблевість, неповторність поєднання. Твори із замкнутою композицією (розгорнутий конфлікт, класичний повнокомпонентний сюжет, пропорційність основних складників) сприймаються як акорди на основі гармонії; твори з розімкнутою композицією (нерозв'язані на рівні фабули конфлікти, фрагментарність і різновеликість компонентів, велика питома вага підтексту тощо) сприймаються як акорди на основі дисгармонії.
Композиція драматичних творів Б. Брехта, С. Беккета будується на інших засадах, ніж композиція драм В. Шекспіра, І. Карпенка-Карого, але основний принцип композиції — зіставлення (асоціативності, опозиційності) залишається чинним. Це саме стосується композиції епічних творів Льва Толстого, Панаса Мирного, М. Коцюбинського, Дж. Джойса, М. Пруста, Ф. Кафки, Л. Бучковського, Валерія Шевчука і наймолодших українських постмодерністів — Є. Пашковського, Оксани Забужко, Ю. Андруховича та ін.
Не виняток і композиція творів сугестивної лірики найхимернішої форми чи канонічної структури (хоку, рубаї, сонет).

## Джерело
- Літературознавчий словник-довідник за редакцією Р. Т. Гром'яка, Ю. І. Коваліва, В. І. Теремка. — К.: ВЦ «Академія», 2007